# Женева (кантон)
Женева (фр. Genève, нем. Genf, итал. Ginevra, романш. Genevra), официально Республика и кантон Жене́ва, — небольшой по площади франкоязычный кантон на юго-западе Швейцарии. Административный центр — город Женева. Население — 463 101 человек (6-е место среди кантонов; данные 2012 года). Кантон считается республикой, субъектом Швейцарской Конфедерации.

## География
Кантон Женева — самый западный кантон Швейцарии, небольшой по площади, образован вокруг одноимённого города на берегу Женевского озера, почти со всех сторон окружён территорией Франции, на северо-востоке граничит с кантоном Во. Основная водная артерия — река Рона, вытекающая из Женевского озера. Площадь — 282 км².

## История
Ещё за несколько тысячелетий до нашей эры на территории Женевы существовали поселения человека. С середины первого тысячелетия до н. э. здесь существовал город аллоброгов. Впоследствии он был завоеван римлянами. В 58 году до н. э. Юлий Цезарь оборонял город от гельветов.
С 400 года Женева стала резиденцией епископа. В 443 году территория была захвачена бургундами.
В 1032 году Женева входит в состав Священной Римской империи.
В конце I — начале II тысячелетия нашей эры существовало Графство Женевуа (pagus genevensis), позже отошедшее к Савойскому герцогству. Между графами Женевуа (позже герцогами Савойскими) и епископами Женевы шла долгая борьба, пока Савойскому дому не удалось возвести на епископский престол Женевы одного из своих представителей. В 1309 году с согласия епископа в Женеве появляется городской совет с синдиками во главе. В 1503 году под давлением Фрейбурга и Берна Савойя по Сен-Жульенскому Миру признала независимость Женевы. В 1533 году в Женеве была проведена реформация, а в 1536 году епископ Женевы бежал.
Высшим органом управления Женевой являлся Генеральный Совет (Conseil général), состоявший из всех ситуаенов (citoyens) — потомков старинных женевских родов. Остальные жители Женевы — буржуа (bourgeois) были лишены политических прав. Имелись также Великий Совет из 200 советников, совет 60 и малый совет во главе с 4 синдиками.
В состав швейцарской конфедерации Женева вошла после Венского конгресса в 1815 году.

## Религия
Женева является родиной кальвинистской Реформации и поэтому традиционно была оплотом протестантства. Однако в течение XX века из-за иммиграции из Южной Европы значительно выросло число католиков и сейчас кантон является преимущественно католическим (хотя официально до сих пор считается протестантским). Соседние с Женевой регионы Франции заселены в основном римскими католиками.

## Коммуны
Кантон делится на 45 коммун:
- Аньер
- Авюлли
- Авюзи
- Бардонне
- Беллевю
- Берне
- Вандёвр
- Вернье
- Версуа
- Верье
- Дарданьи
- Жанто
- Женева
- Жи
- Жюсси
- Каруж
- Картиньи
- Колле-Босси
- Коллонж-Бельрив
- Колоньи
- Конфиньон
- Корсье
- Лаконне
- Ланси
- Ле-Гран-Саконне
- Менье
- Мерен
- Оне
- Перли-Серту
- План-лез-Уат
- Преньи-Шамбези
- Пресенж
- Пюпленж
- Рюссен
- Сатиньи
- Селиньи
- Сораль
- Тоне
- Труане
- Шанси
- Шен-Бужри
- Шен-Бур
- Шуле
- Эр-ла-Виль
- Эрманс

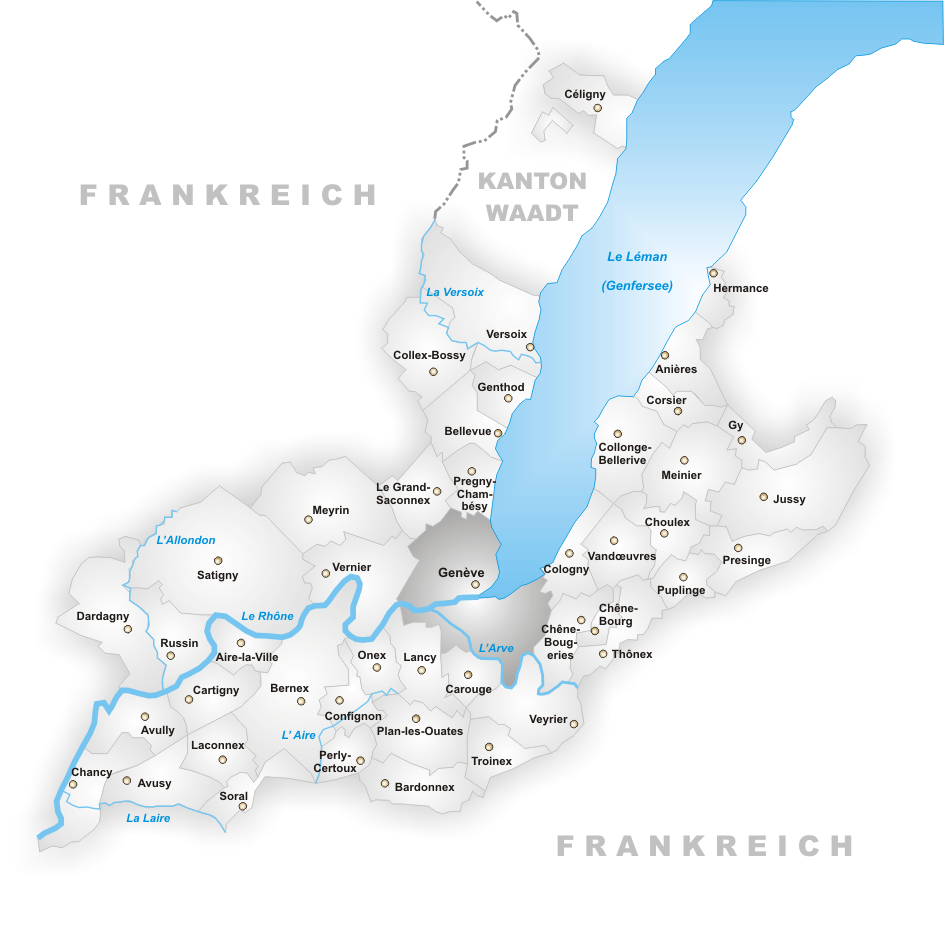
Административная карта кантона

В кантоне Женева на конец 2020 года насчитывается 13 коммун с населением более 10 000 жителей каждая, причём 11 из 13 имеют статус города, согласно определению Федерального статистического управления (BFS).
- Женева (Genève), 203 856 жителей
- Вернье (Vernier), 34 898 жителей
- Ланси (Lancy), 33 989 жителей
- Мерен (Meyrin), 26 129 жителей
- Каруж (Carouge), 22 536 жителей
- Оне (Onex), 18 933 жителя
- Тоне (Thônex), 14 573 жителя
- Версуа (Versoix), 13 281 житель
- Шен-Бужри (Chêne-Bougeries), 12 621 житель
- Ле-Гран-Саконне (Le Grand-Saconnex), 12 378 жителей
- Верье (Veyrier), 11 861 житель (городом не является)[6]
- План-лез-Уат (Plan-les-Ouates), 10 601 житель
- Берне (Bernex), 10 258 жителей (городом не является)[6]

## Государственное устройство
Законодательный орган — Большой Совет (Grand Conseil), исполнительный орган — Государственный Совет (Conseil d'État), суд апелляционной инстанции — Суд Правосудия (Cour de Justice), суды первой инстанции — гражданские и уголовные суды.

## Экономика

### Доходы населения
С 1 ноября 2020 года в кантоне Женева установлен самый высокий минимальный размер оплаты труда в мире (23 франка (€21,30) в час или 4086 франков (€3785,47) в месяц).
- Женевский университет
- Частная школа College du Leman